# Uwa Elderson Echiéjilé
Uwa Elderson Echiéjilé (Benin City, Nigéria, 1988. január 20.) nigériai labdarúgó, aki jelenleg a Sporting Gijónban játszik hátvédként, kölcsönben a Monacótól.

## Pályafutása
Echiéjilé a Pepsi nigériai akadémiáján tanult futballozni, mielőtt 2001-ben aláírt volna a Wikki Touristshoz. Három évet töltött ott, mielőtt a Bendel Insurance-hoz szerződött volna. 2007 augusztusában leigazolta a francia Stade Rennais. Eleinte csak a tartalékok között jutott lehetőséghez, de 2008. december 23-án, a Toulouse ellen bemutatkozhatott az első csapatban is. A 2009/10-es szezon végén a Bragához igazolt.

## Válogatott
Ecsiéjilé ott volt a 2007-es kanadai U20-as világbajnokságon, ahol öt meccsen játszott és egy gólt szerzett. 2008-ban debütált a nigériai felnőtt válogatottban. Részt vett a 2010-es afrikai nemzetek kupáján és behívót kapott a 2010-es világbajnokságra is.

## Külső hivatkozások
- Adatlapja a Stade Rennais honlapján
- Franciaországi statisztikái
- Válogatottbeli statisztikái Archiválva 2012. október 20-i dátummal a Wayback Machine-ben

## Fordítás
- Ez a szócikk részben vagy egészben  az   Uwa Elderson Echiéjilé című angol Wikipédia-szócikk fordításán alapul.  Az eredeti cikk szerkesztőit annak laptörténete sorolja fel. Ez a jelzés csupán a megfogalmazás eredetét és a szerzői jogokat jelzi, nem szolgál a cikkben szereplő információk forrásmegjelöléseként.